# 弘南バス弘前営業所

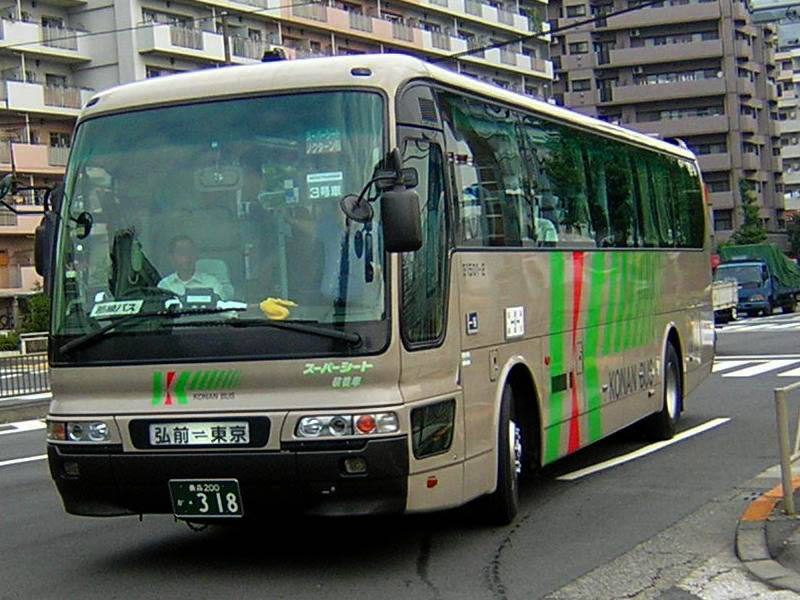
弘前営業所所属車両 （高速車）

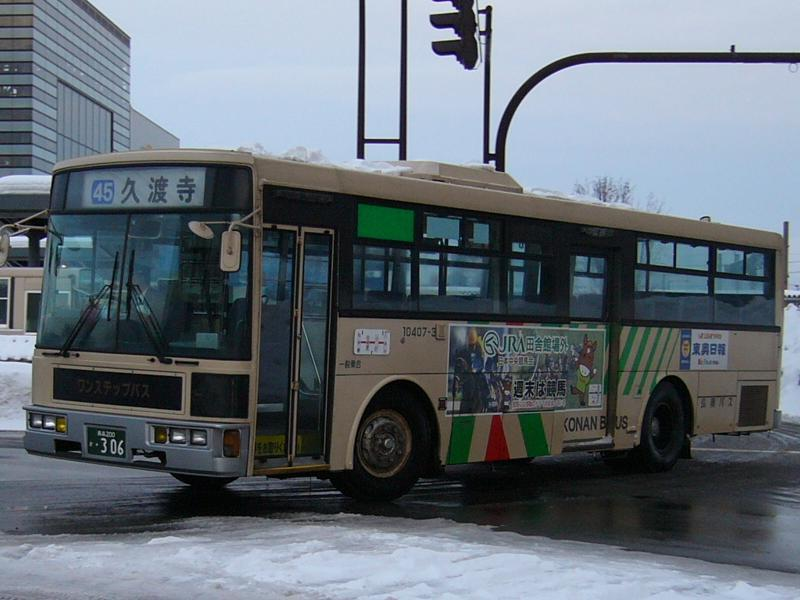
弘前営業所所属車両 （一般車）

弘南バス弘前営業所（こうなんバスひろさきえいぎょうしょ）は、青森県弘前市にある弘南バスの営業所である。

## 沿革
- 1942年11月9日 - 弘前車庫を開設。
- 1956年4月 - 本社併設の弘前車庫を分離し、弘前営業所を開設。
- 1957年11月29日 - バスセンターとして弘前営業所を新築。
- 197x年 - 小栗山へ移転。
- 1988年 - 和徳営業所の廃止に伴い、一部の路線が移管される。
  - 和徳営業所 ⇒ 弘前営業所
    - 鬼沢経由 弘前 - 十腰内・鰺ヶ沢線
    - 楢の木経由 弘前 - 堂ヶ沢線
- 1998年4月 - 高崎営業所の廃止と藤代営業所の車庫降格に伴い、所管路線を一部変更。 
  - 高崎営業所 ⇒ 弘前営業所
    - 特急「ヨーデル号」弘前 - 盛岡線
    - 特急「南軽号」弘前 - 八戸線
    - 特急「キャッスル号」弘前 - 仙台線
    - 特急「ノクターン号」弘前 - 東京・横浜線
    - 急行 弘前 - 青森空港線
    - 弘前駅 - 学園町線
    - 弘前駅 - 松原環状線
    - 弘前駅 - 四中校線

  - 藤代営業所 ⇒ 弘前営業所
    - 弘前 - 碇ヶ関線
    - 弘前 - 相馬・水木在家線

  - 弘前営業所 ⇒ 和徳車庫
    - 弘前 - 鰺ヶ沢線

  - 弘前営業所 ⇒ 藤代車庫、板柳案内所
    - 楢の木経由 弘前 - 堂ヶ沢線
- 2009年4月1日 - 桜ヶ丘案内所と大鰐車庫での車両配置の廃止に伴い、一部の路線が移管される。
  - 桜ヶ丘案内所 ⇒ 弘前営業所
    - 桔梗野経由 弘前駅 - 金属団地・桜ヶ丘線
    - 弘前駅 - 久渡寺線

  - 大鰐車庫 ⇒ 弘前営業所
    - 弘前 - 薬師堂北口線
    - 大鰐 - 居土・高野新田線
    - 大鰐 - 早瀬野・島田線
    - 大鰐 - 駒の台線
    - 平川市循環バス
- 2009年8月31日 - 営業所敷地内にバス運転手の講習施設が完成し、運用開始。

## 管理下にある案内所・車庫
- 藤代車庫
- 和徳車庫

### 閉鎖中の案内所・車庫
- 桜ヶ丘案内所

## 高速バス所管路線
詳細は各路線記事を参照のこと。
- ヨーデル号（弘前 - 盛岡線）
- キャッスル号（弘前 - 仙台線）
- ノクターン号（弘前 - 東京・横浜線）
- パンダ号（青森・弘前 - 上野線）[1]
- スカイ号（青森・弘前 - 上野線）[2]

## 路線バス所管路線

### 急行 弘前 - 青森空港線
和徳車庫と共管
- 弘前バスターミナル - 弘前駅前 - 藤崎舟場角 - 浪岡 - 青森空港
  - 1966年4月25日[3] - 弘前 - 旧・青森空港間で運行開始。
  - 197x年 - 廃止。
  - 1987年7月19日 - 青森空港のジェット化による新ターミナルの供用開始により、「急行 弘前 - 青森空港線」の運行開始。
    - 弘南ビルバスターミナル - 弘前駅前 - 藤崎舟場角 - 浪岡役場前 - 青森空港

  - 199x年 - 「浪岡駅 - 王余魚沢線」廃止の救済措置として、並行区間の停留所への停車を開始し、「王余魚沢入口」停留所を新設。
    - 弘前バスターミナル - 弘前駅前 - 藤崎舟場角 - 浪岡役場前 - 中世の館前 - 五本松 - 羽黒平 - 松山 - 王余魚沢入口 - 青森空港

  - 199x年 - 弘前ビブレ（現・さくら野弘前店）発着となり、「ホテルニューキャッスル前」への停車開始。
  - 199x年 - 浪岡町内の利用状況の不振により、停車停留所を変更前に戻し、中世の館前 - 王余魚沢入口間の各停留所を廃止。同時期に弘前ビブレ発着から再び弘前バスターミナル発着に戻し、「ホテルニューキャッスル前」への停車を取りやめ。
  - 199x年 - 青森空港アクセス道路（県道27号バイパス）の延伸により、浪岡町内の運行経路を変更し、停車地を「浪岡役場前」から「浪岡」に変更。
  - 199x年 - 黒石市役所経由を設定。
  - 200x年 - 黒石市役所経由を廃止。
  - 2005年10月1日 - 弘前 - 青森空港間の運賃を750円から800円に値上げ。
  - 2006年12月1日 - 弘前 - 青森空港間の運賃を800円から1,000円に再値上げ。併せて6枚綴りの回数券（5,000円）を新設。なお、この値上げで、先に1,000円に値上げされた「五所川原(市中心部) - 青森空港間」との共通利用が可能になった。
  - 2014年4月1日 - 消費税率引き上げに伴い、『弘前市内〜空港』間以外の区間で運賃値上げ。
  - 2019年6月30日 - 『弘前市内〜空港』間での運賃値上げ（大人1,200円・小児600円）。
  - 2024年12月1日 - 『弘前市内〜空港』間での運賃値上げ（大人1,400円・小児700円）[4]。

### 弘前 - 浪岡線
黒石営業所と共管。
- 弘前バスターミナル - （往路のみ：弘前駅前 - 上土手町 - 中央通り一丁目） - 代官町 - 和徳北口 - 撫牛子 - 豊蒔入口 - 百田 - 藤崎表町 - 藤崎青銀前 - 西葛野 - イオン藤崎店[5] - 中島 - 榊 - 水木 - 女鹿沢 - 浪岡- 青森南警察署前 - ザビック浪岡
  - 1999年3月 - 「弘前 - 青森線」廃止に伴い、本格運行開始。（「弘前 - 青森線」時代の1997年頃から弘前 - 浪岡間の区間便が設定されていた。）
  - 2010年4月1日 - 「黒石 - 青森線」での青森方面への乗継割引制度を廃止。
  - 2014年10月1日 - 藤崎町内の運行経路をイオン藤崎店経由に一本化し、従来の通常便を廃止（運行本数に変動なし）。「葛野」バス停を廃止。

地域間幹線系統確保維持費国庫補助金 対象路線。

### 弘前 - 堂ヶ沢・十腰内線
- 鬼沢経由：弘前バスターミナル（弘前駅前） - 中央高校前 - 亀の甲門前 - 浜の町 - 石渡 - 独弧 - 高杉 - 住吉 - 鬼沢 - 堂ヶ沢北口 - 貝沢 - 大森 - 裾野中学校前 - 十面沢 - 十腰内 - 天長園前
  - 「鬼沢経由 弘前 - 十腰内線」は、和徳車庫・藤代車庫と共管
  - 「鬼沢経由 弘前 - 堂ヶ沢線」は、藤代車庫と共管
  - 「糠坪・楢の木経由 弘前 - 堂ヶ沢・十腰内線」は、藤代車庫が所管
  - 「三世寺経由 弘前 - 十腰内線」は、和徳車庫が所管
  - 「堂ヶ沢線」は堂ヶ沢北口、「十腰内線」は天長園前が終点。
- 市立病院経由（復路のみ）：堂ヶ沢北口 - （従前通り） - 中央通り二丁目 - 上代官町 - 上土手町（市立病院前） - 弘前駅前

### 弘前 - 枯木平線
- 弘前バスターミナル（弘前駅前） - 大学病院前 - 市役所前公園入口 - 工業高校前 - 駒越 - 岩木高校前 - 熊島 - 岩木庁舎前 - 津軽中学校通り - 五代 - 上五代 - 馬子橋 - 川添 - 宮地 - 羽黒神社前 - 新法師 - 観光りんご園前 - 岩木山神社前 - 百沢温泉前 - 岩木山総合公園 - 嶽温泉前 - スカイライン入口 - 枯木平
  - 百沢温泉前⇔スカイライン入口間はフリー乗降区間。

地域間幹線系統確保維持費国庫補助金 対象路線。

### 岩木山 春スキーバス
- （ナクア白神スキーリゾート - 弥生 - 岩木山神社前 - 百沢スキー場 - ）嶽温泉前 - 山麓ハウス - スカイライン八合目駐車場
  - ナクア白神スキーリゾート発は往路のみの運行。
  - 津軽岩木スカイラインの冬期閉鎖解除後からゴールデンウィーク終了時までの、土・日曜、祝日、4月30日に運行。ナクア白神スキーリゾート発の往路2便と折り返しの嶽温泉行は期間中毎日運行する。
  - 悪天候、積雪不足のため運行を変更・中止する場合がある。

### スカイライン シャトルバス
- 嶽温泉前 - 山麓ハウス - スカイライン八合目駐車場
  - 夏期、春スキーバスの運行終了後から、津軽岩木スカイライン営業中に限り運行。

### 弘前 - いわき荘線 （高岡経由）
- 弘前バスターミナル（弘前駅前） - 大学病院前 - 市役所前公園入口 - 工業高校前 - 駒越 - 岩木高校前 - 熊島 - 岩木庁舎前 - 津軽中学校通り - 五代 - 新法師 - 高岡 - 岩木山神社前 - 百沢温泉前 - いわき荘前（ - 百沢スキー場）
  - 冬期スキーシーズンに一部の便で、いわき荘前 - 百沢スキー場間の延長運行が行われる。
  - かつては、新法師から県道3号を直進する便（本来はこちらがメイン）やひかり荘経由が存在したが、利用客減少による相次ぐ減便により、高岡経由に一本化された。
    - 弘前バスターミナル - （往路：上代官町 - 下土手町2[6]／復路：中央通り二丁目） - 桜大通り（復路のみ停車、往路は経由） - 市役所前公園入口 - 工業高校前 - 駒越 - 向駒越 - 熊島 - 岩木町役場前 - 岩木診療所前 - 五代 - 新法師 - 観光りんご園前 - 岩木山神社前 - 百沢温泉前 - （ひかり荘前 - ）いわき荘前

### 三本柳 - 義塾高校線 （いわき荘経由）
- 三本柳 - 中野 - いわき荘前 - 百沢温泉前 - 岩木山神社前 - 高岡 - 新法師 - 五代 - 津軽中学校通り - 岩木庁舎前 - 熊島 - 岩木高校前 - 駒越 - 工業高校前 - 市役所前公園入口 - 大学病院前 - 青森銀行前 - 中央通り二丁目 - 上代官町 - 住吉入口 - 弘前大学前 - 三中校前 - 実業高校前 - 松原 - 松原東三丁目 - 千年公民館前 - 小栗山 - 弘前営業所 - 義塾高校前

### 弘前 - 弥生線
地域間幹線系統確保維持費国庫補助金 対象路線。

### 弘前 - 相馬線
- 弘前バスターミナル（弘前駅前） - 大学病院前 - 市役所前公園入口 - 茂森新町 - 悪戸 - 青柳 - 湯口 - 相馬庁舎前
- 聖愛高校線：相馬庁舎前 - 湯口 - 青柳 - 悪戸 - 茂森新町 - 樹木 - 緑が丘 - 西が丘 - 西弘前駅前 - 三中校前 - 実業高校前 - 聖愛高校前
  - 1996年12月 - 弘前 - ロマントピア線運行開始[7]。
  - 2014年2月1日 - 弘前市地域公共交通会議による相馬地区の路線再編により運行開始となり、同時に相馬庁舎 - ロマントピア間廃止。

地域間幹線系統確保維持費国庫補助金 対象路線。

### 弘前 - 大鰐・碇ヶ関線
- 弘前バスターミナル - 弘前駅前（往路のみ停車） - 上代官町（復路：中央通り一丁目） - 中央松森町 - 取上 - 大清水 - 門外 - 堀越 - 上堀越 - 石川中学校前 - 小金崎 - 鯖石 - 宿川原 - 虹の大橋 - 大鰐温泉駅前 - 大鰐 - 大鰐病院前 - 大鰐南団地前 - 長峰 - 九十九森 - 唐牛 - 道の駅いかりがせき
  - 弘前バスターミナル行始発の1本は上堀越始発、弘前バスターミナル発最終までの2本は大鰐病院前止まり。ただし、夕方の大鰐病院前止1本は、土日祝日は運休[8]。また、JR津軽湯の沢駅が2018年度から冬期間のみ全列車が通過[9] となるため、この期間は津軽湯の沢駅周辺へは、当路線が唯一の到達手段となっていたが、2024年春ダイヤ改正で、運行区間短縮され、該当区間は、平川市委託の平賀タクシーによる「碇ヶ関・平賀線」の延長による廃止代替バス運行されるが、運行本数は大幅減便となるため、利便性は大きく低下した[10][11]。
  - 199x年 - 碇ヶ関関所入口（現・岩渕公園前） - 相乗間を廃止。
  - 2007年4月1日 - 大鰐町内の運行経路を、弘南大鰐駅入口（西口）経由から大鰐温泉駅前（南口）経由へ変更。
  - 2007年10月1日 - 「弘前 - 碇ヶ関線」を14往復から12.5往復に減便。区間便の大鰐南団地 - 岩渕公園前間（往路のみ）が廃止。
  - 2015年12月1日 -「弘前 - 大鰐線」の終点を大鰐南団地前から大鰐病院前へ変更。
  - 2024年4月1日 - ダイヤ改正により、碇ヶ関側の起終点を「道の駅いかりがせき」（停留所新設）に変更し、碇ヶ関駅前 - 岩渕公園前間を廃止[11]。廃止区間は、平賀タクシーによる、代替バスが運行[10]。

地域間幹線系統確保維持費国庫補助金 対象路線（「弘前 - 大鰐線」を除く）。

### 弘前 - 薬師堂北口線
- 弘前バスターミナル - 上代官町（復路：中央通り一丁目） - 中央松森町 - 取上 - 大清水 - 門外 - 川合 - 館田 - 大坊温泉 - 大坊十文字 - 岩館 - 石川学校前 - 石川入口 - 薬師堂北口
  - 1968年12月25日 - 「平賀 - 大坊 - 弘前線」として運行開始[12]。
  - 2004年4月1日 - 「平賀町循環バス（現・平川市循環バス）」の運行開始に伴い、平賀町からの「弘前 - 平賀線」に対する補助が減額されたため、重複区間にあたる薬師堂北口 - 平賀駅前間を廃止。
  - 2008年4月1日 - 「弘前 - 薬師堂北口線」の4往復中1往復を廃止。内2往復は「黒石 - 大鰐線」の廃止によって代替交通機関の確保が困難な弘前市石川地区の住民のため、薬師堂北口 - 平賀駅前間を延長し、「弘前 - 平賀線」とする。また、平賀駅前 - 石川入口間に区間便を1往復新設する。
  - 2008年10月1日 - 利用状況が全く振るわないため、「弘前 - 平賀線」の薬師堂北口 - 平賀駅前間を廃止し、「弘前 - 薬師堂北口線」とする。同時に区間便の「平賀駅前 - 石川入口線」を廃止する。

### 弘前駅 - 小栗山線
- 弘前駅前 - 弘前バスターミナル前 - 上代官町（復路：中央通り一丁目） - 住吉入口 - 弘前大学前 - 三中校前 - 実業高校前 - 松原 - 松原東三丁目 - 千年公民館前 - 小栗山 - 弘前営業所
  - 2002年12月1日から2005年11月30日までは特急「つがる25号」（当時）の到着に合わせて23時台の便も運行されていた。

### 宮園 - 小栗山線
- 宮園5丁目県営住宅前 → 宮園公園前 → 弘前警察署前 → 保健センター前 → 郵便局前 → 弘前駅前（以降は上記「弘前 - 小栗山線」と同一ルート）

### 弘前駅 - 狼森線
- 弘前駅前 - 弘前バスターミナル前 - 上代官町（復路：中央通り一丁目） - 住吉入口 - 弘前大学前 - 三中校前 - 実業高校前 - 松原 - 松原東三丁目 - 千年 - ちとせ保育園前 - 狼森

### 弘前駅 - 座頭石線
- 弘前駅前 - 弘前バスターミナル前 - 上代官町（復路：中央通り一丁目） - 中央松森町 - 大富町入口 - 富田町 - 三中校前 - 実業高校前 - 松原 - 松原小学校前 - 安原団地 - マックスバリュ安原店 - 広野一丁目 - 千年 - ろう学校前 - 狼森 - 大和沢 - 一野渡 - 座頭石
  - 2004年12月1日 - 全便、安原経由に経路変更。
    - 旧経路：弘前駅前 - 弘前バスターミナル前 - 上代官町（復路：中央通り一丁目） - 中央松森町 - 大富町入口 - 富田町 - 三中校前 - 実業高校前 - 松原 - 松原東三丁目 - 千年 - ろう学校前 - 狼森 - 大和沢 - 一野渡 - 座頭石

  - 2007年10月1日 - 運行本数を7.5往復から7往復に減便。
  - 2008年12月1日 - 運行本数を7往復から5.5往復に減便。

### 弘前駅 - 自衛隊線
- 松森町・門外経由：弘前駅前 - 弘前バスターミナル前 - 上代官町（復路：中央通り一丁目） - 中央松森町 - 取上 - 大清水 - 門外西口 - マックスバリュ安原店 - 安原三丁目 - 松原東四丁目 - 千年 - 原ヶ平 - 南中学校前 - 自衛隊前
- 冨田大通り経由：弘前駅前 - 弘前バスターミナル前 - 上代官町（復路：中央通り一丁目） - 住吉入口 - 弘前大学前 - 三中校前 - 実業高校前 - 松原 - 松原小学校前 - 安原団地 - 安原三丁目 - 松原東四丁目 - 千年 - 原ヶ平 - 南中学校前 - 自衛隊前
  - 199x年 - 冨田大通り経由を経路変更。
    - 旧経路：弘前駅前 - 弘前バスターミナル前 - 上代官町（復路：中央通り一丁目） - 住吉入口 - 弘前大学前 - 三中校前 - 実業高校前 - 松原 - 松原東三丁目 - 千年 - 原ヶ平 - 南中学校前 - 自衛隊前

  - xxxx年 - 聖愛高校経由を廃止。
    - 聖愛高校経由：弘前駅前 - 弘前バスターミナル前 - 上代官町 - 住吉入口 - 弘前大学前 - 三中校前 - 実業高校前 - 聖愛高校前 - 南中学校前 - 自衛隊前

  - 2004年12月1日 - 全便、冨田大通り経由から、松森町・門外経由に経路変更。
  - 2005年4月1日 - 冨田大通り経由の復路便（自衛隊8:10発）を増発。
  - 2005年12月1日 - 往路便（弘前駅16:15発）を松森町・門外経由から、冨田大通り経由に経路変更。
  - 2008年12月1日 - 松森町・門外経由の運行本数を往路3便・復路5便から1往復減便。

### 堀越 - 弘前駅線
- 上堀越 - 堀越 - 門外 - 大清水 - 取上 - 中央松森町 - 中央通り一丁目 - 弘前バスターミナル前 - 弘前駅前
  - 複路のみ運行。

### 弘前駅 - 安原団地線
- 弘前駅前 - 弘前バスターミナル前 - 上代官町 - 住吉入口 - 弘前大学前 - 三中校前 - 実業高校前 - 松原 - 松原小学校前 - 安原団地 - マックスバリュ安原店
  - 往路のみ運行。
  - 2002年 - 安原一丁目 - マックスバリュ安原店間を路線延長。

### 茂森新町 - 弘前駅線
- 茂森新町 - 樹木 - 四中校前 - 新寺町角 - 茂森町 - 市役所前公園入口 - 大学病院前 - 青森銀行前 - 中央通り二丁目 - 弘前バスターミナル前 - 弘前駅前
  - 2014年2月1日 - 弘前市地域公共交通会議による相馬地区の路線再編に伴う重複区間の見直しにより、茂森（四中校環状）線を廃止（始発の区間便のみ存続）。
    - 茂森（四中校環状）線：弘前バスターミナル - 弘前駅前 - 下土手町2[6] - 大学病院前 - 市役所前公園入口 - 茂森町 - 山観通り - 茂森新町 - 樹木 -四中校前 - 新寺町角 - 茂森町 - 市役所前公園入口 - 大学病院前 - 青森銀行前 - 中央通り二丁目 - 弘前バスターミナル前 - 弘前駅前

### 狼森 - 南高校線
- 狼森 - ちとせ保育園前 - 千年 - 松原東三丁目 - 松原 - 実業高校前 - 三中校前 - 桝形 - 西弘前駅前 - 緑ヶ丘 - 高等技術専門校前 - ゴールドパック前 - 清水三丁目 - 南高校前

### 弘前バスターミナル - 神田線
- 往路：弘前バスターミナル - （並木通り・中央通り・上代官町を経由） - 中土手町 - 下土手町1[6] - 弘前文化センター前 - 横町入口 - 健生病院前 - 田町四丁目 - 社会福祉センター前 - 宮園五丁目県営住宅前 - 八幡町三丁目 - 神田
- 復路：神田 - 朝日プリンテック前 - 宮園公園西口 - 宮園公園前 - 県営住宅前 - 宮園五丁目 - 社会福祉センター前 - 田町四丁目 - 健生病院前 - 横町入口 - 弘前文化センター前 - 中央通り二丁目 - 弘前バスターミナル
  - 下土手町では、ミニバス時代からの名残で、バス停2[6]（旧・一番町ハイローザ前）に停車していたが、2008年12月1日より他の宮園方面の路線（「宮園団地線」「岩賀線」）と同様に、バス停1[6]（みちのく銀行前）への停車に変更し、運行本数を5.5往復から2.5往復に減便する。

### 弘前バスターミナル - 清原・安原 - 小栗山線
- 弘前バスターミナル - 上代官町（復路：中央通り一丁目） - 中央松森町 - 取上二丁目 - 柴田幼稚園前 - 清原二丁目 - 安原団地 - 大清水 - 清水森 - 松木平 - 弘前営業所
  - 小栗山線を名乗ってはいるが、「小栗山」バス停には発着しない。
  - 2008年12月1日 - 運行本数を6往復から4.5往復に減便。

### 小栗山 - 清原・安原 - 神田線
- 弘前営業所 - 松木平 - 清水森 - 大清水 - 安原団地 - 清原二丁目 - 柴田幼稚園前 - 取上二丁目 - 中央松森町 - 中央通り一丁目 - 弘前バスターミナル - 中土手町 - 下土手町1[6] - 弘前文化センター前 - 横町入口 - 健生病院前 - 田町四丁目 - 社会福祉センター前 - 宮園五丁目県営住宅前 - 八幡町三丁目 - 神田
  - 199x年 - 「清水森経由 小栗山線」、ミニバス「清原団地線」、ミニバス「社会福祉センター線」を統合し、「小栗山 - 清原・安原 - 神田線」となる。
  - 2003年4月1日 - 弘前バスターミナルにて系統分割。現在は小栗山発神田行の片道1便が残るのみである。

### 土手町循環100円バス

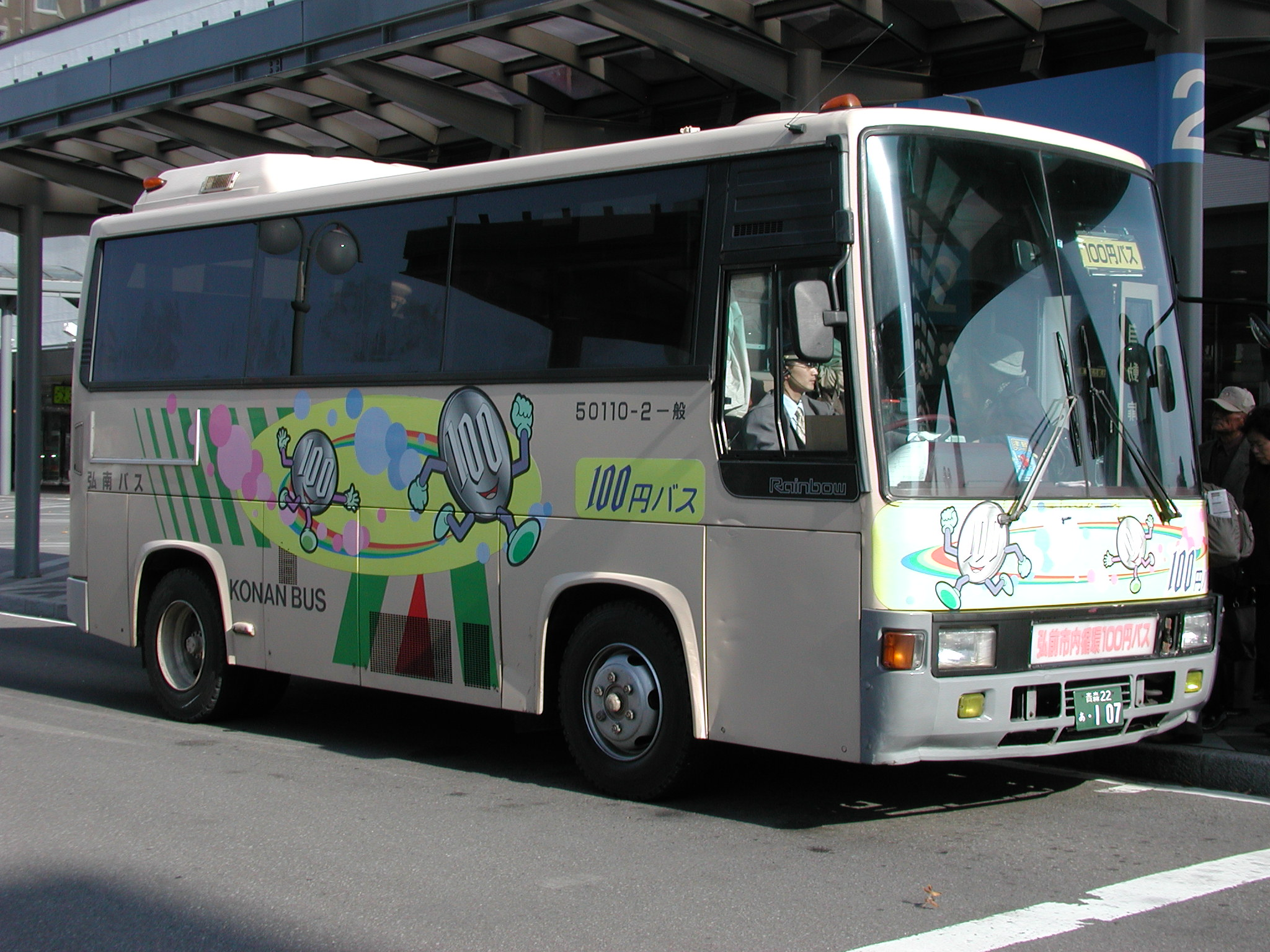
土手町循環100円バス専用車両（運用車両の一例）

- 弘前バスターミナル（8番のりば） - 弘前駅前（中央口・2番のりば付近） - 大町一丁目 - 大町二丁目 - 上土手町 - 市立病院前 - 土手町十文字 - 青銀土手町支店 - 中土手町（弘南鉄道大鰐線中央弘前駅最寄） - 蓬菜橋 - 下土手町1[6] - 本町 - 大学病院前[13] - 市役所前 - 陸奥新報前 - 文化センター前（NHK弘前支局側） - ホテルニューキャッスル前 - 徒町 - 中央通り二丁目 - 並木通りバスターミナル前 - ヒロロ前 - 弘前駅前（中央口・6番のりば付近） - 弘前バスターミナル
  - 1998年9月14日 - 弘前商工会議所の補助により試行運行開始。
  - 1999年4月1日 - 収支が良好なことから補助なしで本格運行開始。
  - 2002年4月1日 - 運行間隔を20分間隔から10分間隔に変更。
  - 2003年4月1日 - 運行経路を桜大通り経由からを文化センター経由に変更。
  - 2008年12月1日 - 運行時間を弘前バスターミナル発10:00 - 18:40（通年）から、夏期10:00 - 18:00、冬期10:00 - 17:00に短縮。
  - 2013年4月1日 - 運行経路と一部停留所名の変更[14] が実施され、｢駅通り｣停留所を廃止。
    - 旧経路:弘前バスターミナル - 弘前駅前（中央口） - ジョッパル前 - 大町二丁目 - 上土手町 - 市立病院前 - 土手町十文字 - 青銀土手町支店 - 中土手町 - 蓬菜橋 - 下土手町1[6] - 本町 - 大学病院前 - 市役所前 - 陸奥新報前 - 文化センター前 - ホテルニューキャッスル前 - 徒町 - 中央通り二丁目 - 駅通り - 弘前バスターミナル

  - 2013年7月27日 - 運行経路を変更。
    - 旧経路:弘前バスターミナル - 弘前駅前（中央口） - 大町一丁目 - 大町二丁目 - 上土手町 - 市立病院前 - 土手町十文字 - 青銀土手町支店 - 中土手町 - 蓬菜橋 - 下土手町1[6] - 本町 - 大学病院前 - 市役所前 - 陸奥新報前 - 文化センター前 - ホテルニューキャッスル前 - 徒町 - 中央通り二丁目 - 弘前バスターミナル前 - 弘前駅前 - 弘前バスターミナル
- 運賃は大人100円・小人50円。
  - 弘南バスの定期券・回数券・優待券の利用はできないが、津軽フリーパスや弘南バスの企画乗車券（100円バス1日乗車券・津軽漫遊フリーパス・ワンバケーションパス・ファイブバケーションパス）の利用が可能である。なお、2014年4月1日及び2019年10月1日の消費税増税後も、普通運賃と100円バス1日乗車券運賃は据え置かれていたが、2023年2月25日の地域連携ICカード『MegoICa』導入により、100円バス1日乗車券の大人運賃が値下げされた。なお、2024年12月1日から、普通運賃が150円に値上げ（ただし、同日からIC運賃(130円)導入）され、1日乗車券運賃が500円に値上げされる。
- 弘前バスターミナルで先行するバスに乗換え、または時間調整を行う。
- 乗換えの際の運賃は、先に乗車した車両で降車の際に支払い、乗換える旨を乗務員に伝え、「乗り換え券」を受け取る。バスターミナルで乗換えた車両では、下車時に「乗り換え券」を運賃箱に入れる。
- 弘前さくらまつり期間中（4月23日 - 5月5日）は運行時間を20:00まで延長する[15][16]。ただし、さくらの散花状況により運行期間が前倒しや短縮される年もある[17]。尚、2020年は新型コロナウイルス感染拡大の影響で、「さくらまつり」自体が中止となった為、延長運行も中止された。更に、2016年以降、秋の「弘前城 菊と紅葉まつり」期間中も、18:15から20:00まで、15分間隔で延長運行を実施[18][19][20]。
- 一部車両では、液晶ディスプレイの表示機が設置され、日本語のほか、英語・中国語・ハングル語での案内を行っている。また、車内アナウンスも、主要バス停限定ではあるが、英語でのアナウンスを行っている。
- 2020年4月25日から5月6日までの土日祝日は、新型コロナウイルス感染防止対策により、全便運休となる[21]。
- 2024年12月1日 - 普通運賃を150円に、一日乗車券を500円[22]にそれぞれ値上げ。また、同日から、IC運賃（大人130円）を設定[4]。

#### 弘前公園（東門）行 臨時シャトルバス
- 弘前駅前（中央口） - （中央通り経由） - 文化センター前
  - 弘前さくらまつり期間中は、「土手町循環バス」だけでは観光客を捌ききれないため、弘前公園行の直行バスを運行する。また、2011年からの弘前さくらまつり期間中は、「弘前駅 - 市役所前公園入口」間及び「弘前駅 - 亀の甲門」間の平行一般路線バス運賃も150円（IC運賃130円）に値下げされる[23][24][25]。
  - 運賃は「土手町循環バス」と同様、大人150円（IC:130円）・小人80円（IC:70円）[25]。
  - 運行車両には、藤代車庫・和徳車庫だけでなく、青森営業所・五所川原営業所・黒石営業所・鯵ヶ沢営業所も加わっている。
  - 東門前のロータリーはタクシーのりば専用となるため、NHK弘前支局前が発着場所となっている。なお、最混雑時には藤代車庫への回送車も充当される。この場合のみ弘前文化センター側のバス停が降車場所となる。
  - 2020年度は、新型コロナウイルス感染拡大の影響により、弘前さくらまつりが開催中止となった為、運行しない。

## 運行受託路線

### 予約制バス「SUNEKARA BUS」
居土・高野新田線
- 運賃 - 1乗降につき、大人200円・小中高生100円・乳幼児は無料。
- 8往復中、弘南バスの担当は始発の1往復のみ。

## 営業所周辺
- JAつがる弘前 弘前東支店
- 白馬龍神温泉
- デイリーヤマザキ 弘前小栗山店

## その他
- 宮城交通「キャッスル号」、岩手県交通「ヨーデル号」[26] は、弘前営業所にて乗務員休憩を行う。2021年3月15日までは、京浜急行バス「ノクターン号」も、乗務員休憩を行っていた。
- 藤代車庫が主管する共管路線（「堂ヶ沢線」「船沢線」「弥生線」「田代線」）では、弘前バスターミナル発の始発便と弘前駅行の最終便を含む2往復を担当する。